# ボイシ

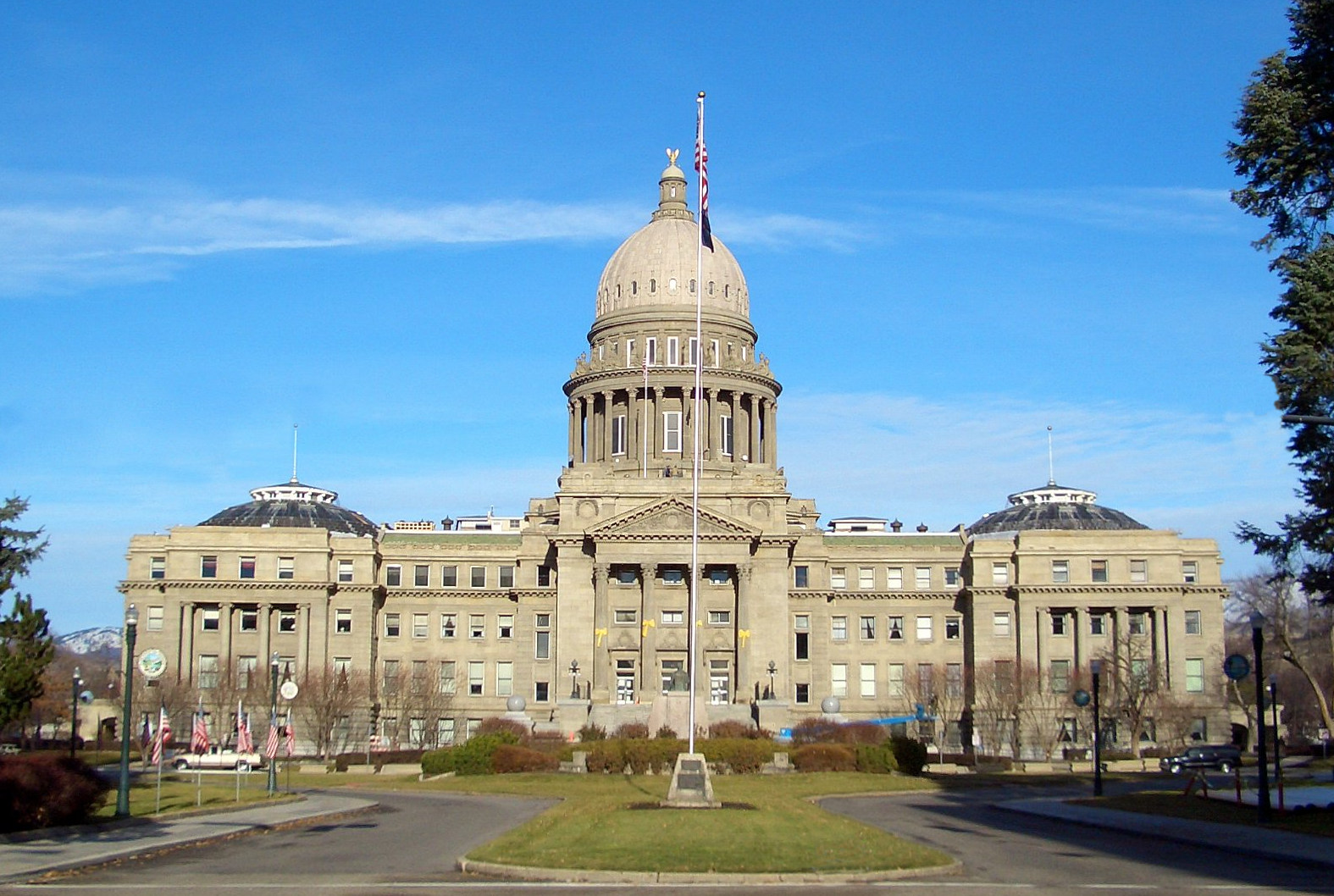
アイダホ州議会議事堂

ボイシ、ボイジー、ボイシー (Boise [bɔɪsi] ( 音声ファイル)) は、アメリカ合衆国アイダホ州の州都であり、政治・経済の中心地である。人口は23万5684人（2020年国勢調査）で州内最大である。ここはエイダ郡の郡庁所在地であり、ボイシ都市圏を形成している。都市圏の人口は約75万人で増加傾向にある。ボイシは州西部の山岳地帯にあり、オレゴン州にほど近い。標高は864メートル(2,842フィート)である。
ボイシは治安が良好な都市としても知られており、2019年の殺人事件数は人口10万人あたり2人未満と低水準にある。また、良好な自然環境、温暖な気候、IT産業の興隆に伴う好景気、物価の安さなどから最も生活しやすい都市の一つに挙げられており、2016年に発表された、住むのに相応しいbest citiesでは第3位にランクイン、2022年のThe 50 Best places to Liveによると11位にランクインしている。

## 歴史
市名はフランス語のbois（ボワ、意味は森）に由来しているという説が有力である。現地の発音は“ボイスィー”であるが、これはシボレスとも考えられ、地元の住民以外には“ボイズィー”と発音されることが多い。
ボイシ市は1865年にアイダホ準州の州都になり、州昇格に伴い1890年7月3日にアイダホ州の州都となった。現在のアイダホ州議会議事堂は1920年に完成した。
スネーク川支流の河谷に位置し、1862年の金鉱発見、またオレゴン街道の沿線都市として栄えた。1925年にはユニオン・パシフィック鉄道が鉄道を開通させたが、旅客輸送は1997年に終了した。
年間雨量が300mmに満たない乾燥した気候のため農業には適さない土地であったが、1900年代初期の灌漑事業によって農地が整備された。食品、食肉加工業が発達したが、近年はコンピュータ企業(Micron, Hewlett-Packard)の躍進によって目覚ましい発展を遂げた。
ボイシの住宅地は平地の広がる西に向かって拡大しており、隣接するメリディアンは人口が急増している。

## 地理
ボイシ市は北緯43度36分49秒、西経116度14分16秒 (43.613739, -116.237651) に位置しており、北海道札幌市などと同緯度である。
アメリカ合衆国統計局によると、この都市は総面積165.7 km2 (64.0 mi2) である。このうち165.2 km2 (63.8 mi2) が陸地で0.5 km2 (0.2 mi2) が水地域である。総面積の0.33%が水地域となっている。

## 人口動静

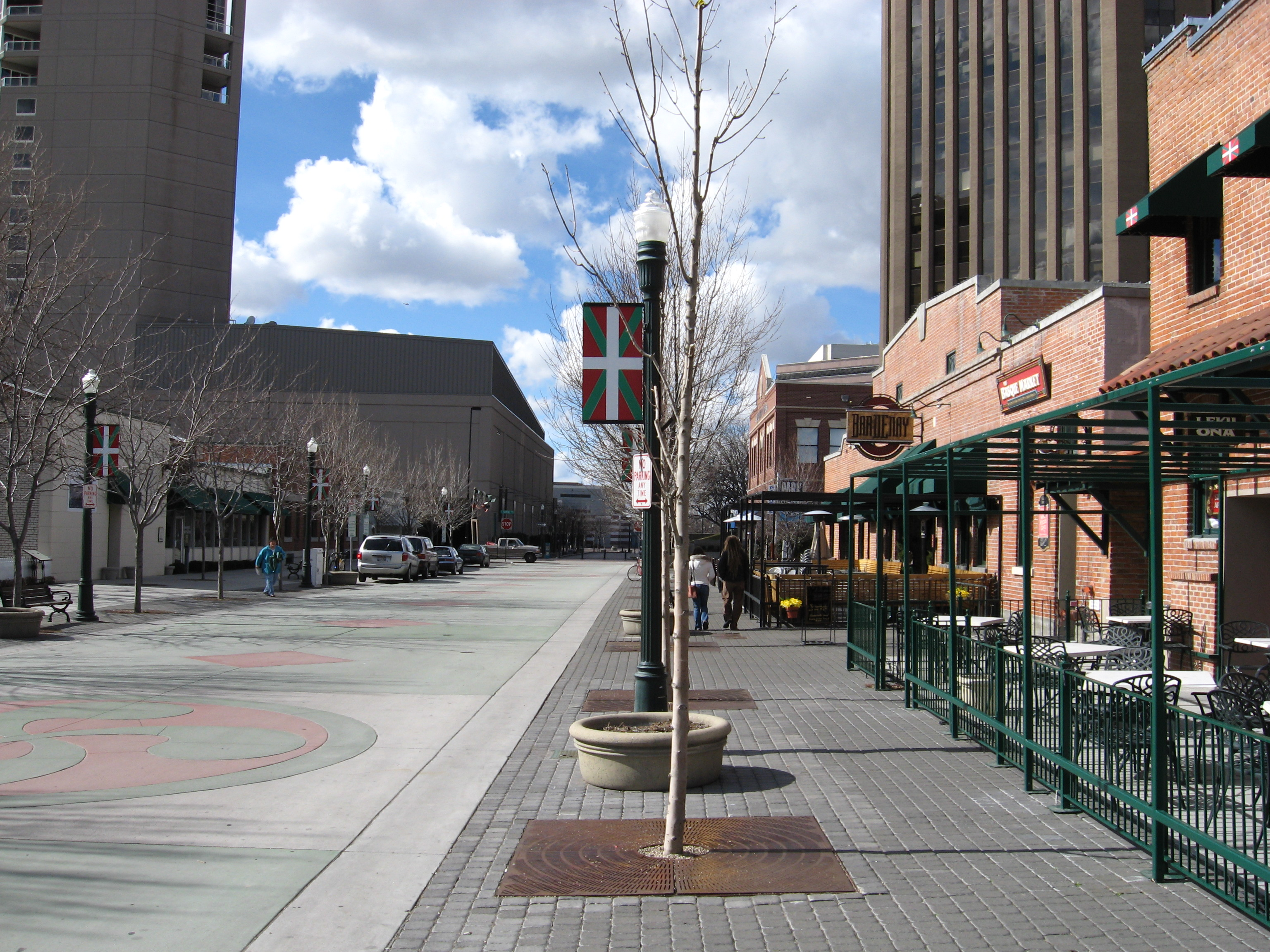
ボイシのバスク人地区

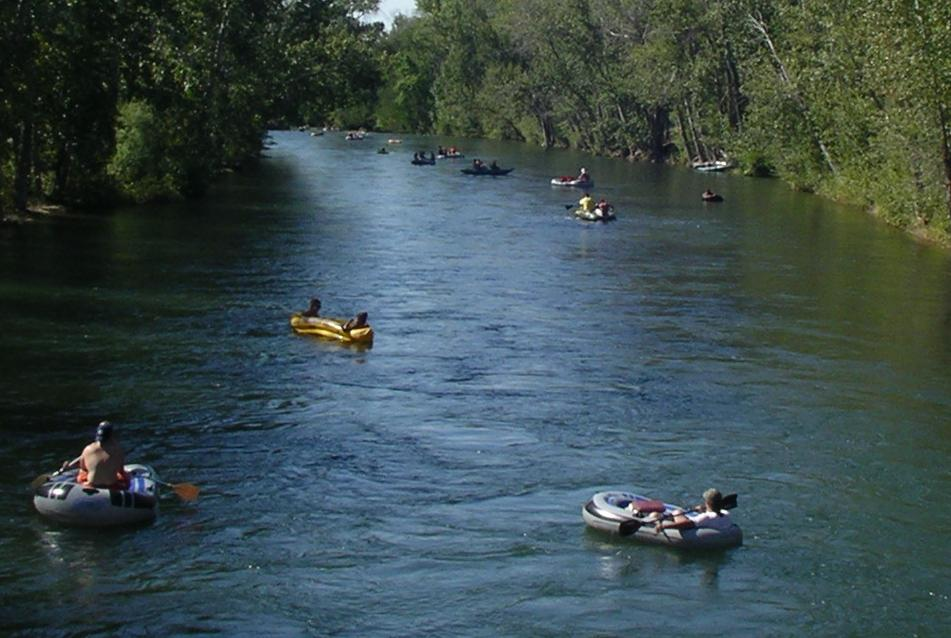
ボイシ川で遊ぶ人々

### 2005年の概観
ボイシ市、及び一般的な大都市圏は1990年代及び2000年代を通して劇的な成長をはたした。アイダホ州南西部コミュニティー計画協会 (The Community Planning Association of Southwest Idaho 略称：COMPASS) はボイシ市の2005年の人口が208,000人以上と見積もっている。それは以下の2000年国勢調査の概観から11%増加した。
人口規模はシアトル及びポートランドに続いて米北西部で3番目に大きな都市だった。スポーケン及びタコマ市より上位だった。

### 2000年の国勢調査
2000年国勢調査で、この都市は人口185,787人、74,438世帯、及び46,523家族が暮らしていた。人口密度は1,124.7/km2 (2,913.1/mi2) である。471.3/km2 (1,220.7/mi2) の平均的な密度に77,850軒の住宅が建っている。この都市の人種的な構成は白人92.15%、アフリカン・アメリカン0.77%、先住民0.70%、アジア2.08%、太平洋諸島系0.16%、その他の人種1.74%、及び混血2.39%である。ここの人口の4.53%はヒスパニックまたはラテン系である。
この都市内の住民は25.3%が18歳未満の未成年、18歳以上24歳以下が11.7%、25歳以上44歳以下が32.3%、45歳以上64歳以下が20.6%、及び65歳以上が10.0%にわたっている。中央値年齢は33歳である。女性100人ごとに対して男性は98.1人である。18歳以上の女性100人ごとに対して男性は95.8人である。

## 教育
- ボイシ州立大学

## 交通
- ボイシ空港：アイダホ州で最も利用者の多い空港である。アラスカ航空、サウスウェスト航空などが乗り入れている。

- ボイシ駅：旅客輸送は行われていない。駅舎はアメリカ合衆国国家歴史登録財に登録された歴史的建築物で、イベントなどの会場として利用されている。

## 姉妹都市
- ゲルニカ、スペイン